# Кузьмич Сергій Михайлович
Сергі́й Миха́йлович Кузьмич (1997—2023) — старший солдат збройних сил України, учасник російсько-української війни.

## Життєпис
Народився 13 серпня 1997 року в селі Городець Рівненської області. Пройшов строкову військову службу, півтора року працював у поліції.
У 2020 році почав службу у 128-й гірсько-штурмової бригаді. 
Загинув 3 листопада 2023 в селі Зарічне Запорізької області під час ракетного удару по шикуванню 128 ОГШБр.

## Нагороди
- Орден «За мужність» II ступеня (12 березня 2024, посмертно) — за особисту мужність, виявлену у захисті державного суверенітету та територіальної цілісності України, самовіддане виконання військового обов'язку[2].
- Орден «За мужність» III ступеня (26 березня 2022) — за особисту мужність і самовіддані дії, виявлені у захисті державного суверенітету та територіальної цілісності України, вірність військовій присязі[3].